# الجدياد (إب)

تعديل مصدري - تعديل

الجدياد محلة تابعة لقرية اليهاري، التابعة لعزلة الروس بمديرية إب إحدى مديريات محافظة إب في الجمهورية اليمنية.، بلغ تعداد سكانها 77 حسب تعداد اليمن لعام 2004.